# ۷۰۰۰ (عدد)
۷۰۰۰ (عدد)یک عدد طبیعی است که بعد از ۶۹۹۹ و قبل از ۷۰۰۱ قرار دارد.